# Pterostylis grandiflora
Pterostylis grandiflora är en orkidéart som beskrevs av Robert Brown. Pterostylis grandiflora ingår i släktet Pterostylis och familjen orkidéer. Inga underarter finns listade i Catalogue of Life.